# 1269 Rollandia
1269 Rollandia è un asteroide della fascia principale del diametro medio di circa 105,19 km. Scoperto nel 1930, presenta un'orbita caratterizzata da un semiasse maggiore pari a 3,8964902 UA e da un'eccentricità di 0,0983117, inclinata di 2,75799° rispetto all'eclittica.
Il suo nome è in onore dello scrittore francese Romain Rolland.